# Viva (album Xmal Deutschland)
Viva – trzeci album grupy Xmal Deutschland, wydany w 1987 roku. Utwór numer 1 została wyprodukowany przez Hugh Cornwella - lidera zespołu The Stranglers. Inżynierem dźwięku był Barry Hammond a wszystko odbyło się w Chipping Norton Studios. 
Utwory 2-8 oraz 10-12 zostały wyprodukowane przez Gavina MacKillopa oraz zespół X-Mal Deutschland. Zmiksowane zostały przez Gavina MacKillopa w Brunwey Studios Hamburg and the Manor w roku 1986. 
Utwór numer 9 został wyprodukowany przez Micka Glossopa dla Smoothside Productions Ltd. Zarejestrowano go w Brunwey Studios, w Hamburgu w sierpniu 1985. 

## Utwory
1. "Matador" 4:00
2. "Eisengrau" 2:57
3. "Sickle Moon" 3:36
4. "If Only" 4:11
5. "Feuerwerk" 6:02
6. Illusion (Version) (4:06)
7. "Morning" 6:04
8. "Manchmal" 3:41
9. "Polarlicht" 3:17
10. "Ozean" 4:53
11. "Dogma I" 4:04
12. "4" 2:56